# Miarkownik spalania
Miarkownik spalania służy do automatycznego utrzymywania zadanej temperatury wody grzejnej lub ciśnienia pary przez zwiększanie lub zmniejszanie dopływu powietrza do komory paleniskowej, a tym samym utrzymywanie odpowiedniej intensywności spalania.